# Wootton (Kent)
Wootton to wieś blisko miasta Dover w hrabstwie Kent, w Anglii, w dystrykcie Dover, w civil parish Denton with Wootton. W 1961 roku civil parish liczyła 164 mieszkańców.
W Wootton znajduje się kościół św. Marcina z XIV wieku, a w pobliżu miejscowości położony jest Wootton Park.